# Otto Osterwald
Otto Osterwald (* 17. November 1887 in Herdwangen; † 20. Mai 1967 ebenda) war ein deutscher Landwirt und Politiker (Zentrum).

## Leben
Otto Osterwald wurde als Sohn eines Landwirtes und Wagnermeisters geboren. Nach dem Volksschulabschluss 1902 in Herdwangen begann er eine Wagnerlehre im väterlichen Betrieb und besuchte gleichzeitig die Gewerbeschule in Pfullendorf. Er beendete seine Ausbildung 1905 mit der Gesellenprüfung, ging im Anschluss auf Wanderschaft und arbeitete ab 1908 im elterlichen Betrieb, den er nach bestandener Prüfung als Wagnermeister und dem Tod seines Vaters 1913 übernahm. Von 1909 bis 1911 leistete er Militärdienst beim Badischen Trainbataillon Nr. 14 in Durlach. Von 1914 bis 1918 nahm er als Soldat am Ersten Weltkrieg teil, zuletzt als Sergeant.
Osterwald trat 1907 in die Zentrumspartei ein und betätigte sich als Korrespondent bei lokalen Zeitungen. Er wurde 1919 in den Bürgerausschuss der Gemeinde Herdwangen gewählt und übernahm 1921 das Amt des Bürgermeisters. Neben seiner kommunalpolitischen Tätigkeit war er seit 1924 Vorsitzender der Ortsgenossenschaft Herdwangen und erwarb die Wirtschaft Gasthaus Adler, die er nach 1927 zunächst verpachtete.
Im Oktober 1929 wurde Osterwald als Abgeordneter in den Landtag der Republik Baden gewählt, dem er bis 1933 angehörte.
Nach der Machtübernahme der Nationalsozialisten wurde Osterwald im März 1933 als Bürgermeister beurlaubt und im Juli, nach zahlreichen Anfeindungen seitens der NSDAP, auf sein Betreiben hin in den Ruhestand versetzt. In der Folgezeit betrieb er eine Stumpenfabrikation in seiner Heimatgemeinde, die er 1938 aber aufgrund wirtschaftlicher und gesundheitlicher Probleme verkaufte. Bis 1942 führte er seine in den 1920er-Jahren erworbene Gastwirtschaft weiter. Nachdem er auch das Gasthaus schließen musste, übernahm er die Leitung der örtlichen Postagentur, die zuvor seiner Frau oblag.
Anfang Juni 1945 wurde Osterwald von der Französischen Militärregierung wieder als Bürgermeister in Herdwangen eingesetzt, doch nach nur vier Monaten legte er das Amt aus gesundheitlichen Gründen nieder.
Otto Osterwald war seit 1919 mit Frieda Thum verheiratet und hatte zwei Töchter.

## Ehrungen
- 1997: Otto-Osterwald-Straße in  Herdwangen-Schönach